# Stârc de noapte
Stârcul de noapte (Nycticorax nycticorax) este o specie din familia stârcilor (Ardeidae) și aparține ordinului păsărilor picioroange (Ciconiiformes).
Stârcul de noapte este întâlnit în toata lumea, în afară de Australasia. Acesta era inițial foarte răspândit și în Europa Centrală, dar acum se întâlnește doar în sudul și estul acesteia, în perioada de cuibărit și de vară.

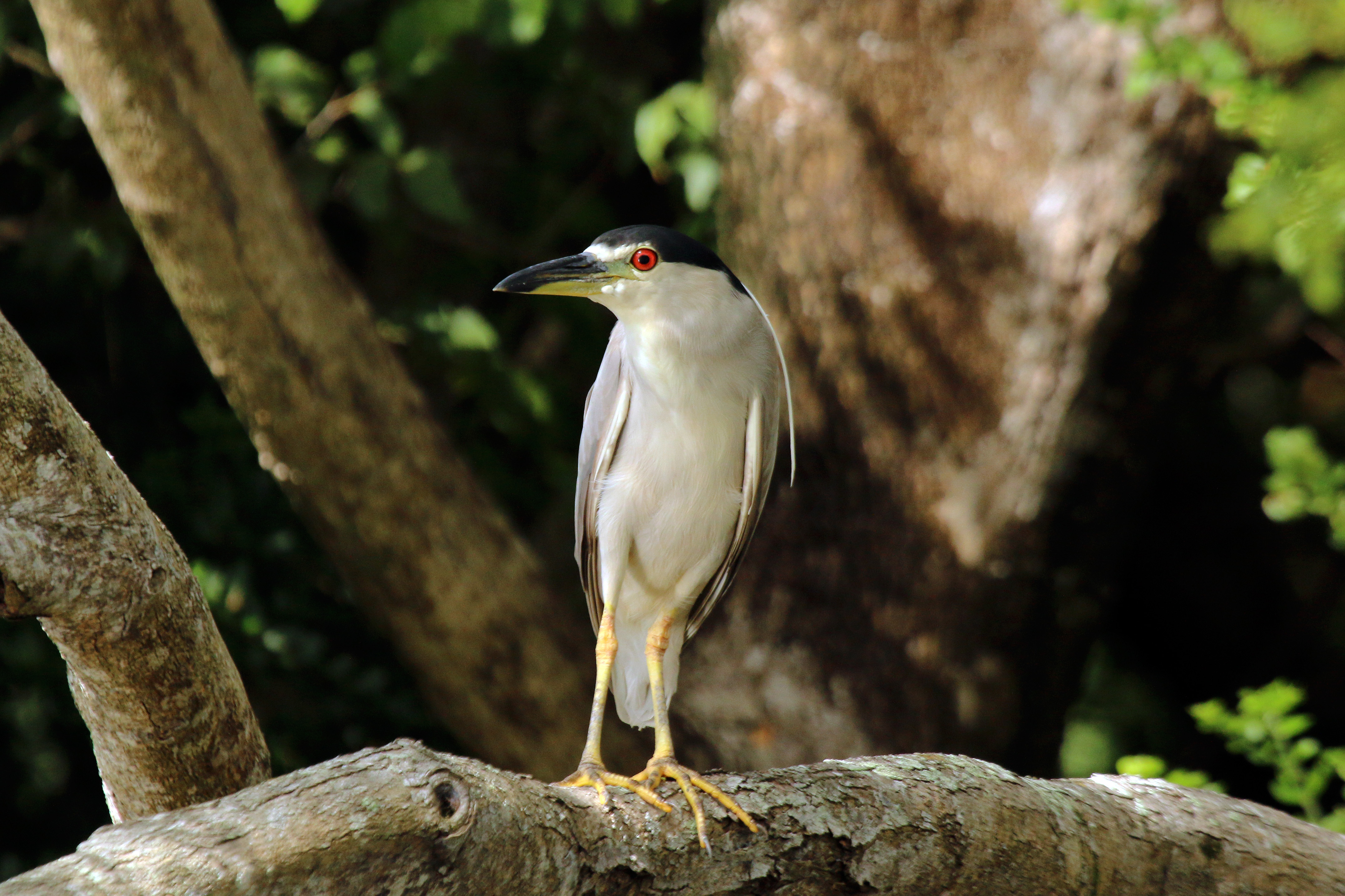
Nycticorax n. hoactli

## Caracteristici
Stârcii de noapte ating între 58 și 65 cm și cântăresc între 727 și 1014 g. Femelele sunt, de obicei, mai mici și au în timpul reproducerii au smocul de pene mai mic decât masculii. Stârcii de noapte au un corp cu gâtul și picioarele mai scurte.
Penajul exemplarelor adulte este gri, negru și alb. Boneta este neagră. Spatele și șoldurile sunt, de asemenea, negre, burta fiind gri deschis până la alb. În rest, trunchiul și aripile sunt gri- cenușii. Fruntea și fața sunt albe, iar în locurile unde aceasta este fără pene, pielița este verde-gălbuie. Ciocul este negrul, irisul este roșu. Picioarele adulților sunt de-un verde-gălbui pal.
Pasărea tânără are picioare de un gri mat iar ochii sunt gălbui. Capul, gâtul, pieptul și burta sunt cu dungi maro, ocre și galbene. Vârfurile aripilor sunt cu pete mari albe. După trei ani, stârcul de noapte capătă culorile unui adult.

În general, strigătul scos de stârcul de noapte este o voce dură și răgușită a unui corb: Cua, Cuak sau Cuarc. Acest strigăt este scos în zbor sau dintr-un loc înalt.

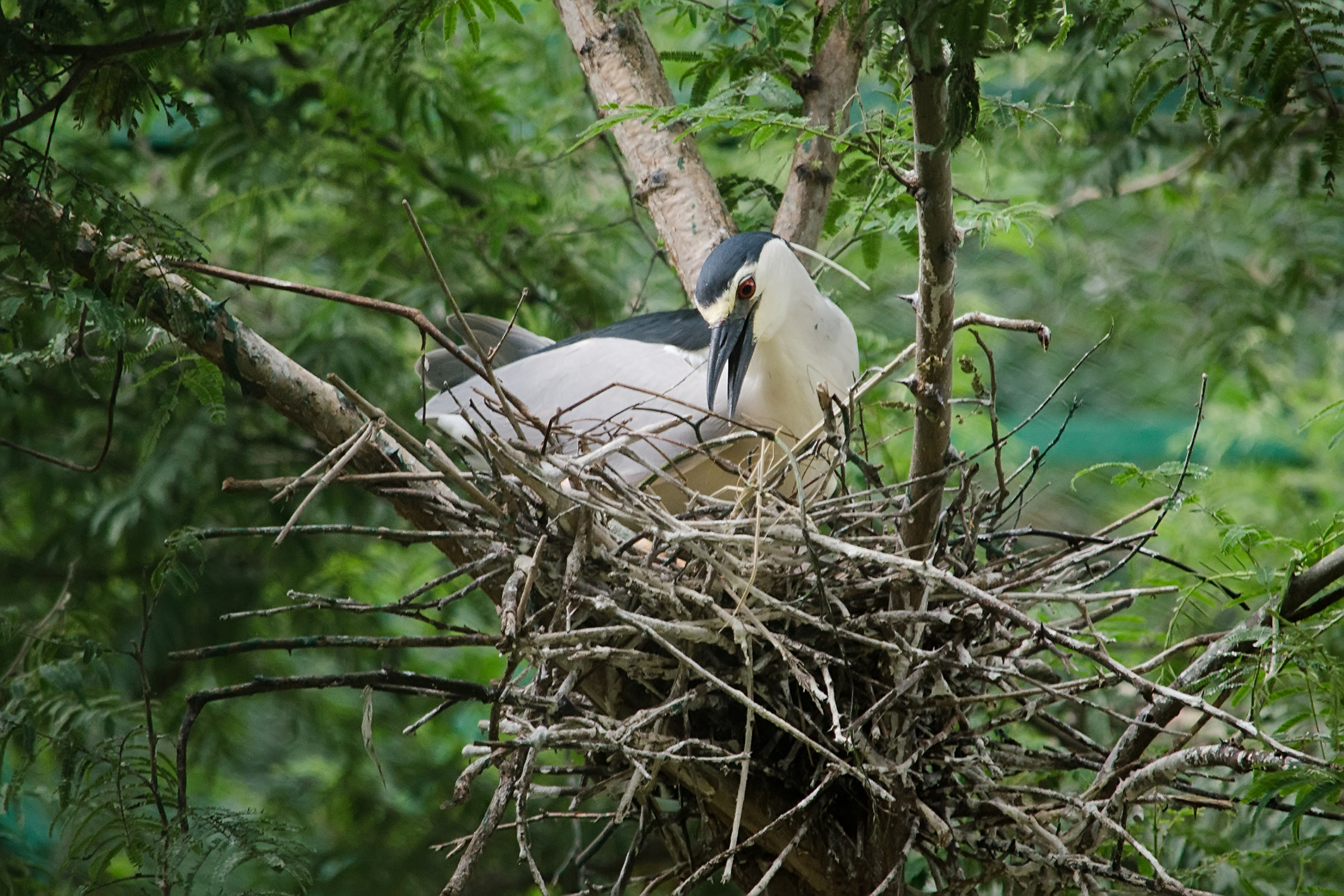
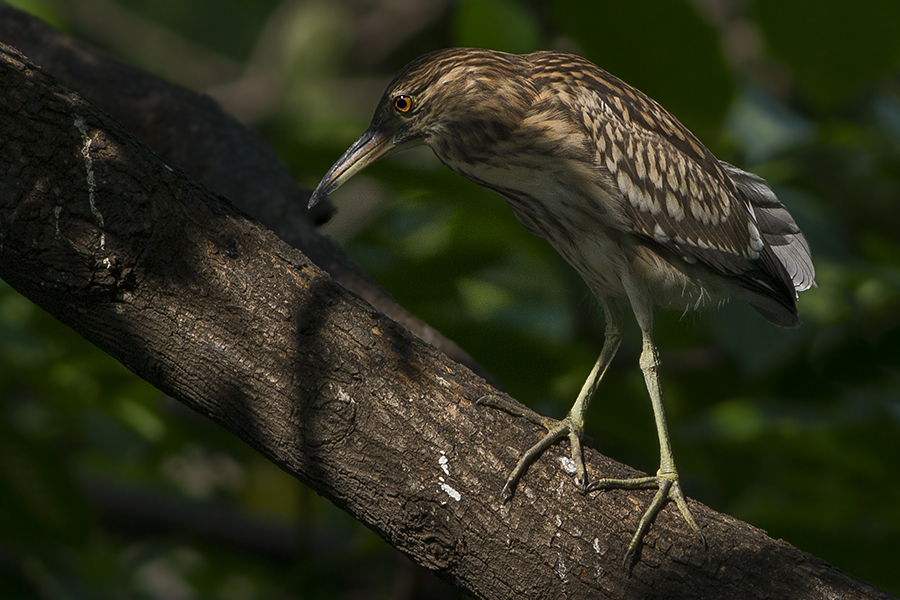
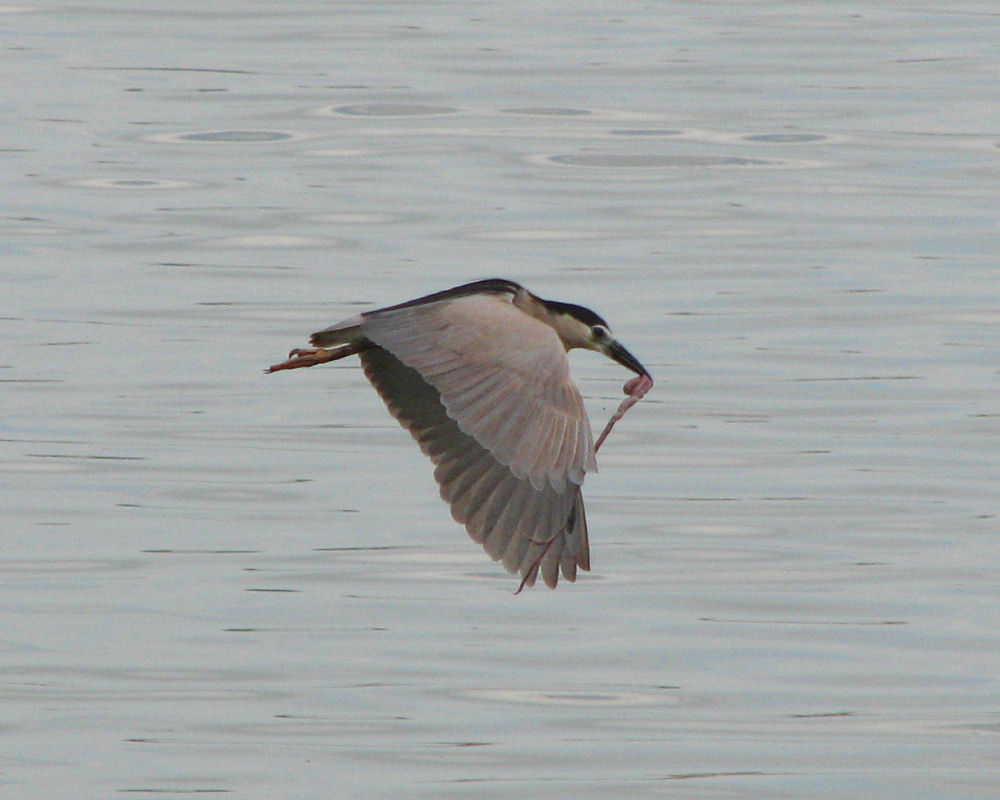
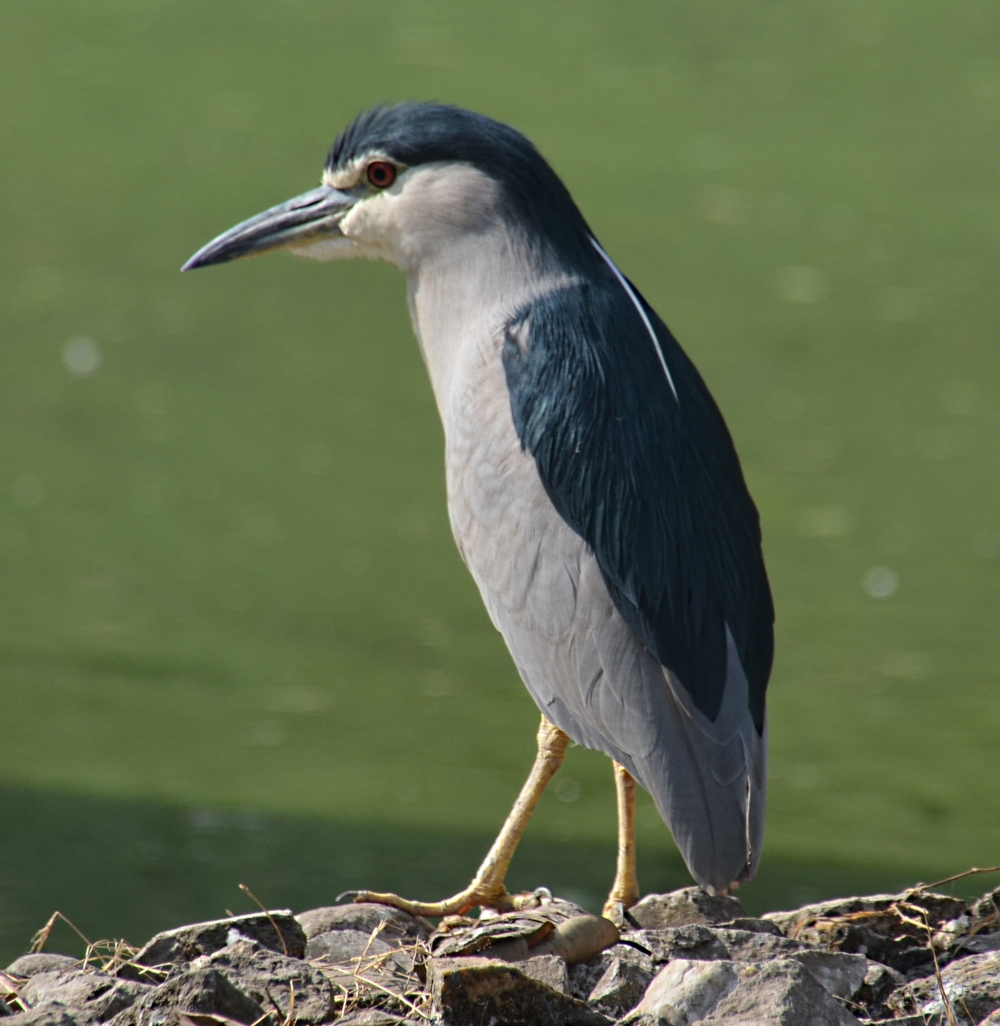

## Răspândire
Stârcii de noapte trăiesc în Europa, Africa, Asia și America în zonele mlăștinoase sau inundate, lângă râuri largi, zone cu stufăriș sau la malul lacurilor cu trestie sau cu papură.

Subspecia Nycticorax nycticorax hoactli trăiește doar în insulele Hawaii, în afară de insula Lānaʻi. Subspecia Nycticorax nycticorax falklandicus se găsește doar pe insulele Falkland, trăind în condiții climatice extreme. Ea este mai mica și cu un penaj mai întunecat decât al celorlalte subspecii ale stârcului de noapte.

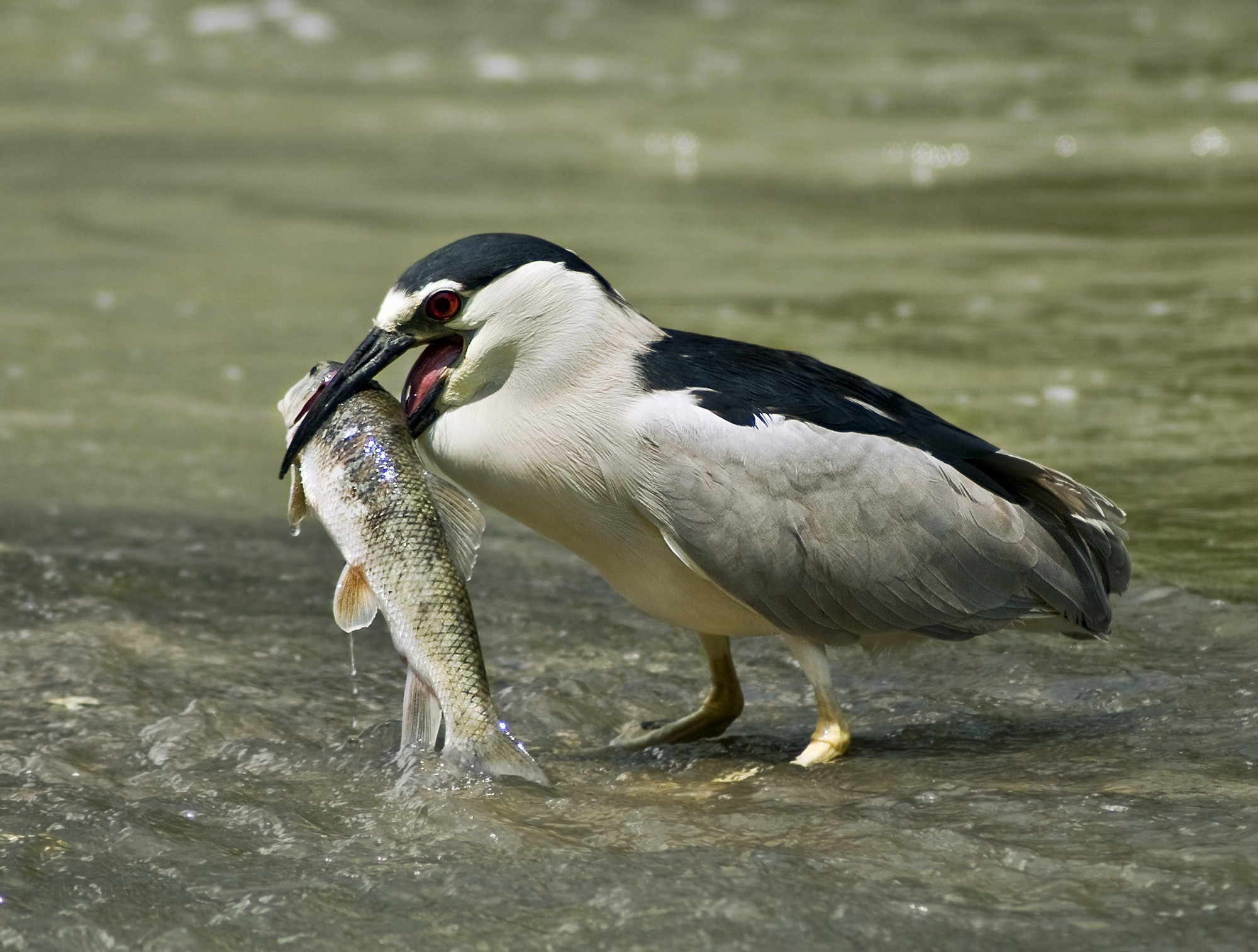
Stârc de noapte cu prada

## Comportament
Stârcii de noapte sunt întregul an foarte sociali, găsindu-i împreună cu indivizii din aceeași specie, dar și cu alte specii de stârci. Iarna stau majoritatea timpului împreună pe o creangă. Cei care trăiesc în Europa sunt păsări călătoare, unele populații necrofage rămânând în Europa chiar și pe timpul iernii. Când este prea frig, acești stârci își țin picioarele strânse în zbor, pentru a-și ține cald. Păsările tinere se retrag, la frig, înapoi în cuib, îngrămădindu-se. Stârcii de noapte își apără teritoriul de vânătoare și de cuibărit.

## Hrana
Aceste păsări ies la vânătoare în special seara și noaptea, ca să evite celelalte specii de stârci. Când nu este hrană destulă, de exemplu în perioada de clocit, pot să-și caute hrana chiar și ziua. Nu sunt prea pretențioși la felul de mâncare, în special mâncând pești, viermi și insecte. Pot mânca însă și crustacee, amfibieni, reptile, scoici, rozătoare și alte păsări, oua, mortăciuni, rar și plante. Stârcii își caută de fiecare dată locurile de vânătoare.

## Reproducere
În perioada de cuibărit, picioarele se fac roz și două sau trei pene lungi devin albe. În timpul curtării, masculii devin mai agresivi, dansând, târându-se sau apucând o creangă. După curtare își întind puternic gâtul, dând din cap tot mai tare, până ce acesta atinge picioarele, după aceea scot sunete scurte. Curățatul penelor sau fluturarea unei crengi au loc în timpul cântecelor de împerechere. Într-o colonie, reproducerea este importantă. Femelele care se apropie de masculi care o curtează sunt în primul rând avertizate. Dacă aceasta îl acceptă, perechea se curăță după actul sexual și clămpăne din cioc. 
Clocesc ca și celeilalți stârci, stârcul cu umeri negri (Ardea herodias) și egreta pitică (Egretta garzetta), în colonii. Într-un copac se construiesc 30 de cuiburi pe crengile groase, asemănătoare celor ale stârcului de mangrove (Butorides striatus), făcute de mascul din crenguțe, rădăcini și iarbă. Femela face retușurile.

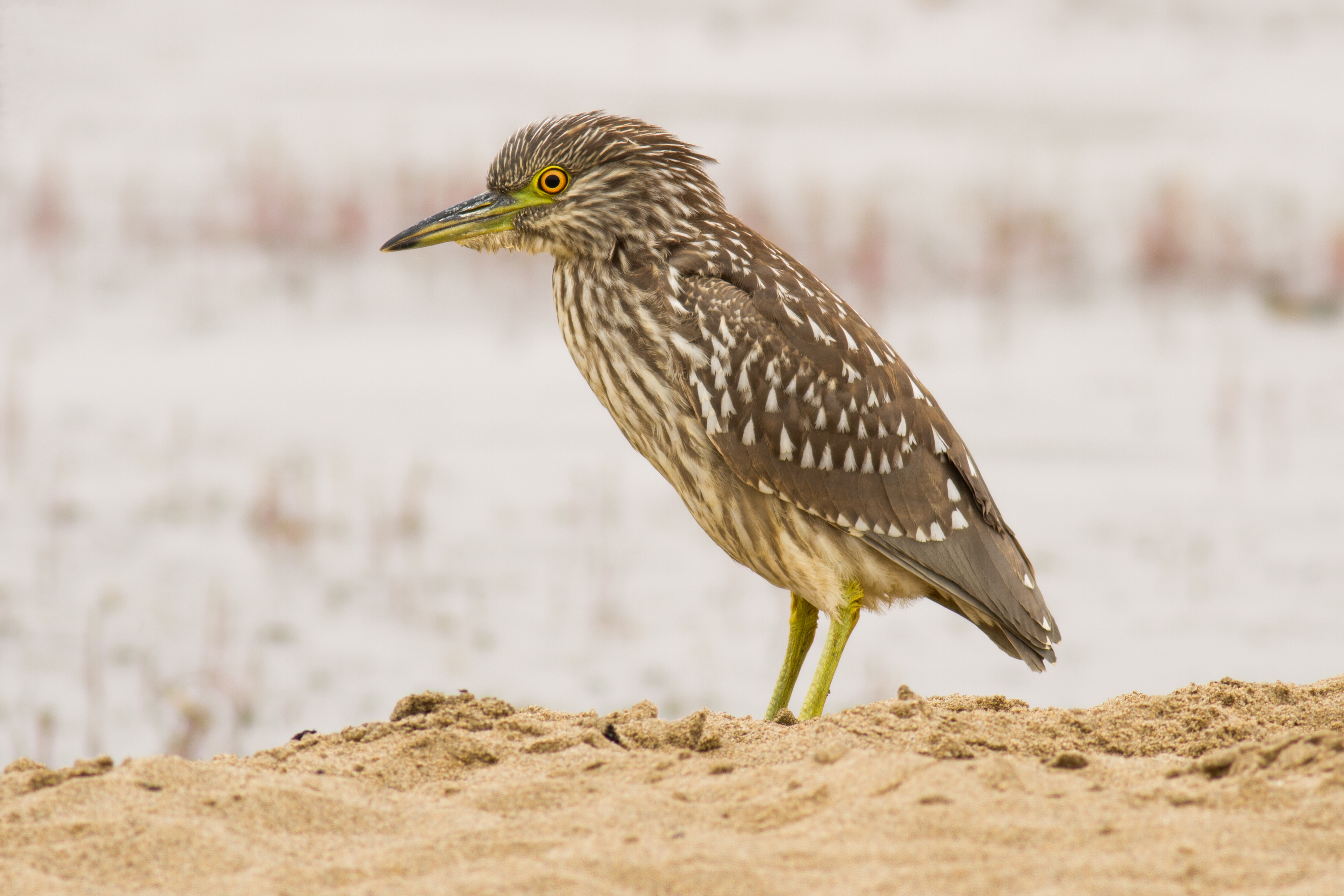
Pui

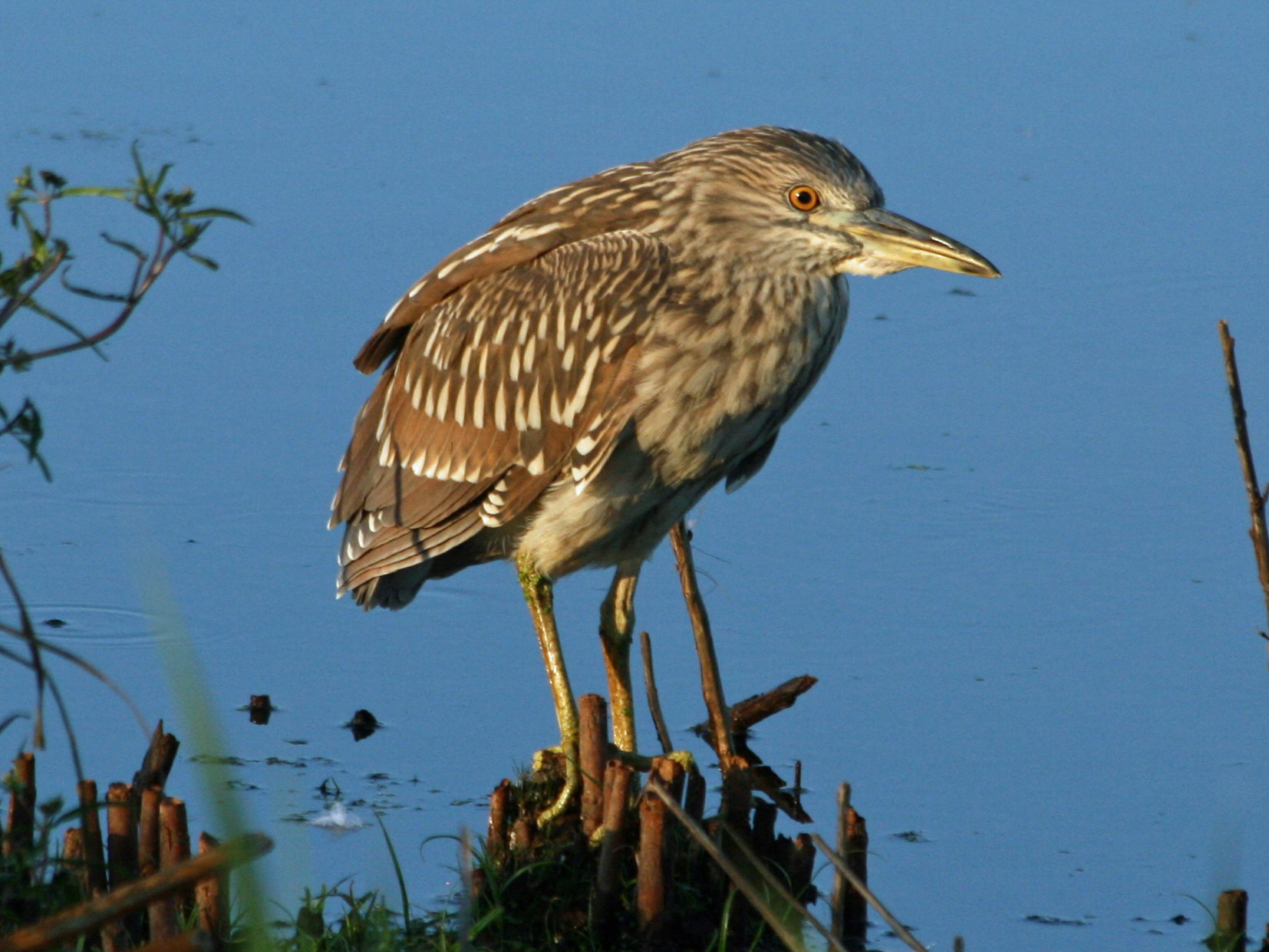
Stârc de noapte

Stârcii de noapte clocesc doar o dată pe an, rareori de două ori. Femela depune de la trei până lla cinci ouă în perioada aprilie-iunie. În prima zi, ouăle sunt de-un verde puternic, dar de deschid repede la o culoare verzuie sau albăstruie. Perechea le clocește pe rând 22-25 de zile. În zilele toride, adulții își umezesc penele pentru a le ține ouălor cald. Puii părăsesc cuibul la trei săptămâni după eclozare. În acest timp se ascund în coroanele copacilor. La 6-7 săptămâni pot zbura și sunt pe cont propriu. Adulții nu își mai recunosc puii.

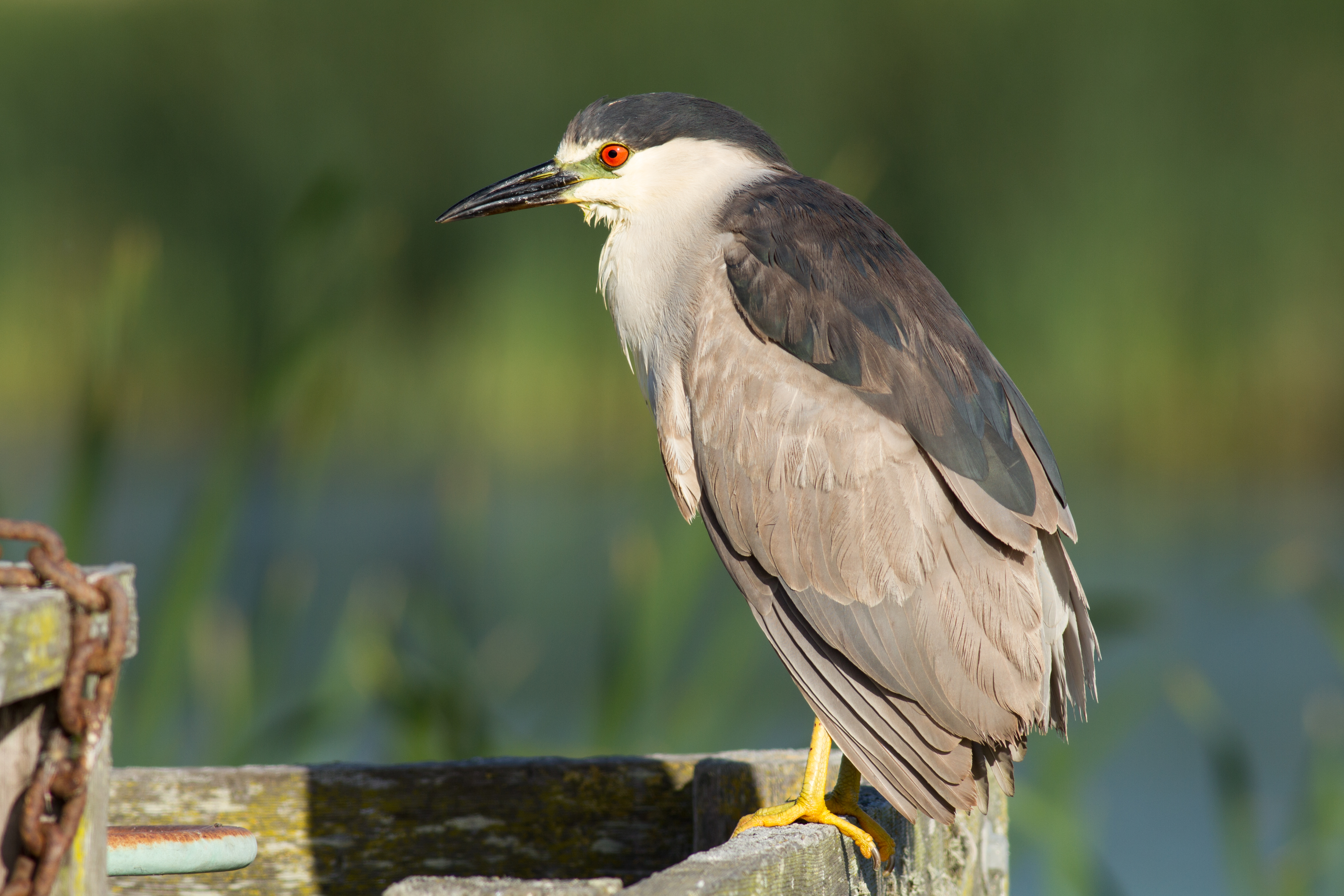
Stârc de noapte la San Rafael, California, SUA

## Ecologie
Pescarii se plâng că prezența stârcilor de noapte este dăunătoare pentru piscicultură, deoarece aceștia mănâncă o mulțime din pești. Acesta este motivul pentru care acești stârci găsiți în apropierea crescătorilor sunt împușcați sau alungați. Există însă și alte modalități de a-i ține departe.
Când formează colonii în apropierea așezărilor, se spune că aduc mari daune. De aceea sunt împușcați și în cazul acesta. În trecut, stârcii de noapte au fost vânați datorită cărnii, dar astăzi nu se mai practică acest lucru.

## Literatura

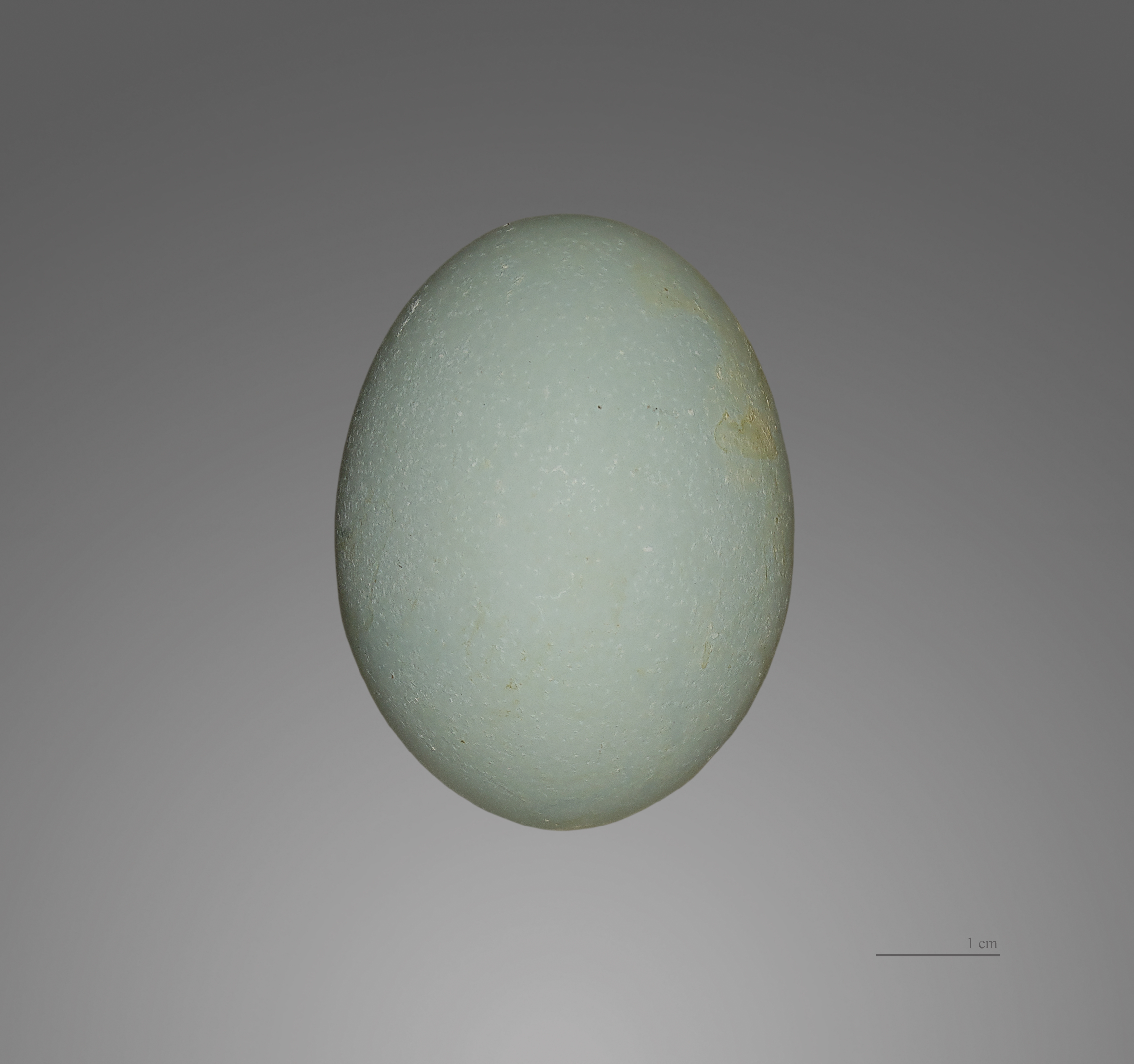
Ou de Nycticorax nycticorax

- Ou de Nycticorax nycticorax Hans-Günther Bauer, Einhard Bezzel und Wolfgang Fiedler (Hrsg): Das Kompendium der Vögel Mitteleuropas: Alles über Biologie, Gefährdung und Schutz. Band 1: Nonpasseriformes – Nichtsperlingsvögel, Aula-Verlag Wiebelsheim, Wiesbaden 2005, ISBN 3-89104-647-2
- L. & B. Clormann: Beobachtungen in einer Brutkolonie des Nachtreihers (Nycticorax nycticorax). in vol. 3 Natur und Land. 1965.
- William E. Davis: Black-crowned night-heron. in no. 74 The Birds of North America. Washington 1993.
- James A. Kushlan & James A. Hancock: Herons. Oxford University Press, 2005, ISBN 0-19-854981-4
- Hadoram Shirihai: A Complete Guide to Antarctic Wildlife - The Birds and Marine Mammals of the Antarctic Continent and Southern Ocean, Alula Press, Degerby 2002, ISBN 951-98947-0-5

## Linkuri web
- Nachtreiher-Fotos Arhivat în 16 aprilie 2010, la Wayback Machine.
- Nycticorax nycticorax in der Roten Liste gefährdeter Arten der IUCN 2008. Eingestellt von: BirdLife International, 2008. Abgerufen am 31. Januar 2009
- Videos, Fotos und Tonaufnahmen zu Nycticorax nycticorax in der Internet Bird Collection
- Eintrag bei der Schweizerischen Vogelwarte
- Federn des Nachtreihers